# الحيط الصغير (السوالم عباد)
الحيط الصغير هو دُوَّار يقع بجماعة سيدي رحال الشاطئ، إقليم برشيد، جهة الدار البيضاء سطات في المملكة المغربية. ينتمي الدوّار لمشيخة السوالم عباد التي تضم 4 دواوير. يقدر عدد سكانه بـ 661 نسمة حسب الإحصاء الرسمي للسكان والسكنى لسنة 2004.

## روابط خارجية
- البوابة الوطنية للجماعات الترابية
- المندوبية السامية للتخطيط